# Zeven Wijzen

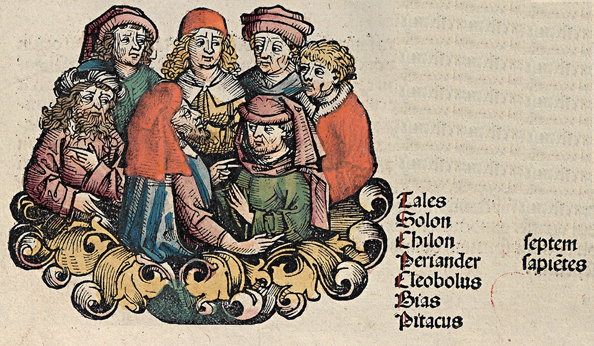
Een afbeelding van de Zeven Wijzen uit de Kroniek van Neurenberg.

De Zeven Wijzen, Oudgrieks: οἱ Ἑπτὰ Σοφοί, hoi hepta sofoi, Latijn: septem sapientes, worden als de grondleggers van de presocratische filosofie beschouwd. Andere culturen kennen ook hun wijzen: in India worden de rishis geëerd, de Chinese oudheid kende zijn wijzen en ook het jodendom kent een traditie van wijsheid, chokhma en wijzen, chakhamiem. In de meeste gevallen moet de hier bedoelde wijsheid als levenswijsheid worden opgevat. Levenswijsheid staat tot filosofie als mensenkennis tot psychologie.
Het is niet duidelijk welke denkers er tot de zeven wijzen gerekend werden, of zoals Luciano de Crescenzo in zijn Geschiedenis van de Griekse filosofie stelt: 'ze waren met z'n tweeëntwintigen'.
Toch bestaat er een viertal waarover de klassieke bronnen het eens zijn:
- Thales van Milete
- Bias van Priëne
- Solon van Athene
- Pittakos van Mytilene

Er werden door de tijd voor de andere drie naar eigen inzicht lokale helden gekozen, al dan niet met regionalistische of nepotistische motieven.
De overige achttien Zeven Wijzen uit het oude Griekenland waren: 1. Cleobulus, 2. Chilon, 3. Periander, 4. Miso, 5. Aristodemus, 6. Epimenides, 7. Leophantus, 8. Pythagoras, de bekende wiskundige en mysticus, 9. Anacharsis, 10. Epicharmus, 11. Acusilaus, 12. Orpheus, de quasi-mythische zanger en dichter, 13. Pisistratus, de politicus uit Athene, 14. Pherecydes, 15. Hermioneus, 16. Lasus, 17. Pamphilus en 18. Anaxagoras.
Sommigen van de 22 Wijzen worden tot de natuurfilosofen gerekend, een onderverdeling van de presocratische filosofie. Zij onderzochten ontstaan, opbouw en aard van de elementen en de kosmos, en herleidden die meestal tot de vier oerelementen, of een enkel kern-element, Anaxagoras' Nous. Velen van hen combineerden het filosoferen met andere bezigheden, vooral met politiek, zoals Pittacus, Solon, Periander en Pisistratus.
Andere landen kenden in navolging van Griekenland ook hun Zeven Wijzen, zoals Mexico.
- Gemeinsame Normdatei: 118613928
- Library of Congress Control Number: sh85120420
- Nationale Bibliotheek van Tsjechië: ph621774
- Nationale Bibliotheek van Israël: 987007534060905171
- Virtual International Authority File: 25395398
- WorldCat: E39PCjM7DpXCKfvXgfxg374kj3